# Umutnana
Umutnana is een bestuurslaag in het regentschap Belu van de provincie Oost-Nusa Tenggara, Indonesië. Umutnana telt 537 inwoners (volkstelling 2010).